# Wibtoft
Wibtoft is een civil parish in het bestuurlijke gebied Rugby, in het Engelse graafschap Warwickshire.